# Ореховка (Гродненская область)
Оре́ховка (бел. Арэ́хаўка, пол. Naroty) — деревня в Сморгонском районе Гродненской области Белоруссии.
Входит в состав Коренёвского сельсовета.
Расположена в центральной части района. Расстояние до районного центра Сморгонь по автодороге — около 3,5 км, до центра сельсовета деревни Корени по прямой — чуть более 1,5 км. Ближайшие населённые пункты — Затишье, Корени, Сморгонь. Площадь занимаемой территории составляет 0,4100 км², протяжённость границ 7350 м.
Согласно переписи население деревни в 1999 году насчитывало 121 человек.
Вдоль северной границы Ореховки проходит автодорога республиканского значения Р63 Борисов — Вилейка — Ошмяны.